# Montpitol
Montpitol (em occitano:  Montpitòl) é uma comuna francesa na região administrativa da Occitânia, no departamento do Alto Garona. Estende-se por uma área de 5.96 km², com 389 habitantes, segundo o censo de 2018, com uma densidade de 65 hab/km².